# Bloedige Zondag (1919)

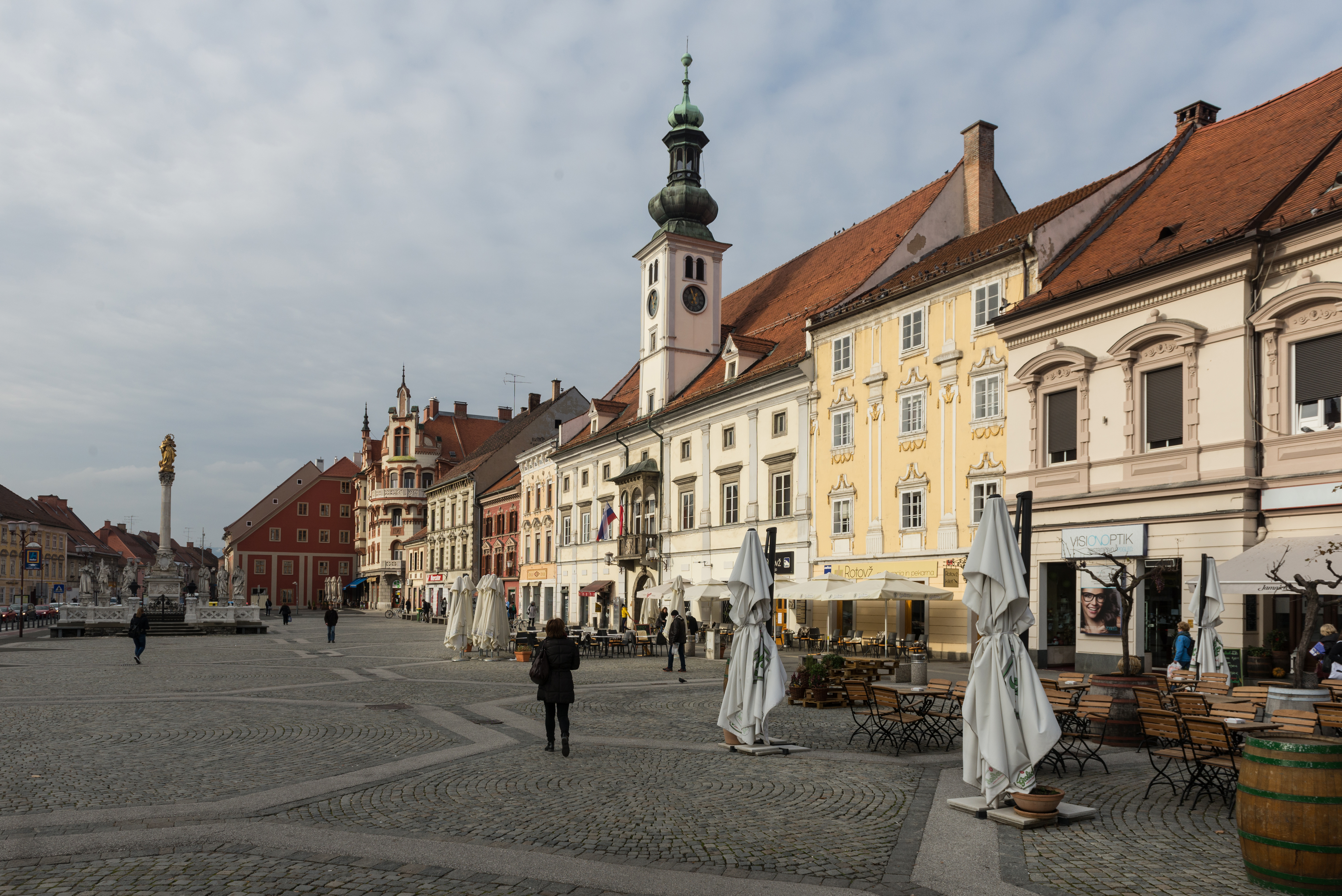
Het marktplein in Maribor waar het gevecht plaatsvond

De Bloedige Zondag in Maribor (Duits: Marburg Blutsonntag, Sloveens: Mariborska krvava nedelja) was een bloedbad dat op 27 januari 1919 in de stad Maribor plaatsvond waarbij tussen 9 en 13 doden vielen en minstens 60 mensen raakten gewond. Alle slachtoffers waren etnische Duitsers.

## Ontmanteling van Oostenrijk-Hongarije
De Eerste Wereldoorlog betekende het einde voor Oostenrijk-Hongarije als multi-etnische staat. Het land werd ontmanteld en op basis van het principe van zelfbeschikkingsrecht ontstonden er verschillende nieuwe landen (Tsjecho-Slowakije, Hongarije,…) waarin telkens een bepaalde etnische groep in de meerderheid was. In sommige gebieden rezen er echter vragen aangezien de bevolking niet homogeen was: steden waren vaak Duitstalig, terwijl het platteland dat niet was.
Er was een staat ontstaan, die zich als staat voor de etnische Duitsers binnen het voormalige Oostenrijk-Hongarije opwierp: de Republiek Duits-Oostenrijk. Deze staat maakte aanspraak op gebieden als Sudetenland en Duits Bohemië. De Slovenen hadden dan weer besloten aan te sluiten bij de Staat der Slovenen, Kroaten en Serven. Deze ging in 1918 na twee maanden al op in het Koninkrijk Joegoslavië. 

## Maribor en zuidelijk Stiermarken
De Republiek Duits-Oostenrijk wou het volledige territorium van het voormalige hertogdom Stiermarken doen aansluiten. Dit was niet naar de zin van Joegoslavië. Het probleem school in het feit dat de grote steden in het zuiden van Stiermarken (Maribor, Ptuj en Celje) hoofdzakelijk Duitstalig waren, terwijl het omliggende platteland Sloveenstalig was.
De Duitstalige elite in Maribor (Marburg an der Drau in het Duits) had aangegeven te willen aansluiten bij Oostenrijk. Om deze politieke zet te blokkeren, besloot de Sloveense generaal Rudolf Maister op 23 november 1918 met een leger van ongeveer 4000 Sloveense vrijwilligers Maribor te bezetten. De Groene Garde, een door de Duitstalige elite in Maribor opgericht verdedigingsleger, werd door Maisters troepen ontwapend en enkele leden werden gevangengezet. Het leger van Maister bezette de omgeving van Maribor en een aanzienlijk deel van Stiermarken waarbij men oprukte tot Völkermarkt (Velicovec in het Sloveens).
Vervolgens werd er een Amerikaanse vredesdelegatie opgericht om de zaak te onderzoeken. Deze delegatie bezocht op 27 januari 1919 de stad Maribor, waarbij ze werd opgewacht door een tienduizendtal etnische Duitsers die protesteerden voor de aansluiting bij Duits-Oostenrijk. Een twintigtal soldaten onder leiding van Maister stonden voor het stadhuis, gewapend met bajonetten. Er brak een gevecht uit waarbij uiteindelijk enkele doden vielen en enkele tientallen gewonden, de exacte cijfers verschillen van bron tot bron.
Volgens de Oostenrijkers had Maister zonder aanleiding het bevel gegeven te schieten op de verzamelde massa. De Slovenen beweerden daarop dat enkele Oostenrijkers de Sloveense soldaten aanvielen, waarop deze begonnen te schieten. De effectieve verantwoordelijkheid voor het gevecht is echter nooit vastgesteld.

## Gevolgen
Op 4 februari 1919 trok de Republiek Duits-Oostenrijk in de tegenaanval, hoewel Maister zich voor een deel moest terugtrekken (onder andere Völkermarkt, Lavamünd en Bleiburg werden afgestaan), bleven  Maribor en de ruime omgeving in handen van Maister. Op 10 februari werd er onder Frans toezicht een wapenstilstand afgekondigd waarbij er op 13 februari een overeenkomst werd getekend. 
Het Verdrag van Saint-Germain, getekend op 10 september 1919, bepaalde dat de Republiek Duits-Oostenrijk geen aanspraak kon maken op gebieden als Sudetenland en Duits Bohemië. Het verdrag zou de doodsteek voor de jonge republiek betekenen. In de bepalingen van het verdrag werd ook de grens tussen Oostenrijks Stiermarken en Joegoslavisch (Sloveens) Stiermarken vastgelegd. Maribor en omgeving werden zodoende deel van Joegoslavië, later Slovenië.